# Yolanda Bedregal
Yolanda Bedregal de Cónitzer (La Paz, Bolivia;21 de septiembre de 1913 - íbid. 21 de mayo de 1999) fue una poeta y novelista boliviana, más conocida como Yolanda de Bolivia.Fue reconocida ampliamente  a lo largo su vida por su obra y póstumamente con la denominación del Premio Nacional de Poesía “Yolanda Bedregal” desde el año 2000.

## Biografía
Yolanda Bedregal nació el 21 de septiembre de 1913 en la ciudad de La Paz. Fue hija de Juan Francisco Bedregal, escritor, catedrático, Rector de la Universidad Mayor de San Andrés .en La Paz y uno de los grandes representantes del modernismo en Bolivia, y de Carmen Iturri Alborta. Realizó sus estudios primarios en una escuela pública y concluyó el bachillerato en el Instituto Americano de La Paz. Después estudió en la Escuela de Bellas Artes, en la ciudad de La Paz, y obtuvo una beca para estudiar estética en la Universidad de Columbia, en Nueva York.

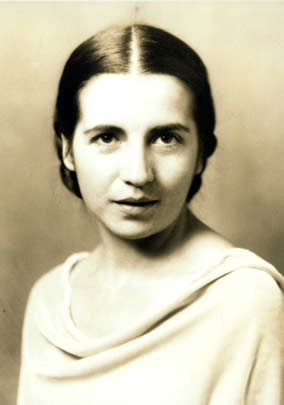

A su retorno a Bolivia enseñó en varias instituciones, entre ellas, el Conservatorio de Música, la Escuela Superior de Bellas Artes, la Universidad Mayor de San Andrés y la Academia Benavides de Sucre; trabajó en el Consejo Nacional de Cultura y en la Municipalidad de La Paz, de la que fue Oficial Mayor de Cultura.
Fue presidenta y fundadora de la Unión Nacional de Poetas, del Comité de Literatura Infantil y de institutos binacionales, miembro de número de la Academia Boliviana de la Lengua, correspondiente de la Real Academia Española y de la Academia Argentina de Letras, comendador de la Orden de la Educación Boliviana, secretaria del PEN Club, miembro honorario del Comité Boliviano por la Paz y la Democracia,  representante de Bolivia en varios congresos internacionales y fue designada como Embajadora de Bolivia en España.
Yolanda Bedregal publicó cerca de 20 libros entre poesía, narrativa y antologías. Algunas de sus poesías fueron escritas en colaboración con su esposo, el alemán Gert Cónitzer, quien tradujo al alemán todos los versos de su compañera. Realizó la Antología de la Poesía Boliviana para la Universidad de Buenos Aires y para la Enciclopedia Boliviana, de la editorial los Amigos del Libro. Publicó varios artículos y ensayos sobre literatura, arte, pedagogía, religión, mitos, folklore, artesanía aimara y quechua en revistas y periódicos y escribió libros de literatura infantil. Fue galardonada con el Premio Nacional de Novela "Erich Guttentag" en 1971 por su primera novela, Bajo el Oscuro Sol (1971). 
El Estado boliviano instituyó, como homenaje a la escritora, el Premio Nacional de Poesía “Yolanda Bedregal” el año 2000, que se convoca cada año desde entonces.

## Etapas Literarias
Su obra lírica puede dividirse en tres etapas:

### Primera Etapa
Cuyo mayor exponente es Naufragio (1936), donde predominan los versos explícitos y objetivos, que exploran algunos sentimientos comunes al ser humano por medio de un lenguaje claro y preciso.

### Segunda Etapa
Fase en la cual se dejó seducir por cierto simbolismo, como queda patente en Poemar (1937) y Ecos (1940), este último colaborado por su esposo, Gert Cónitzer.

### Tercera Etapa
Clasificada como "religiosa", en la cual se manifiesta en sus obras una especie de destino oscuro al que parecen obedecer todos los hechos del mundo. Donde la soledad aparece como un fenómeno inherente a la condición humana. El poemario Nadir (1950), una de sus obras maestras, se encuentra en esta etapa.

## Obra

### En Verso
- Almadía (1942)
- Poemar (1937)
- Ecos (1940), en colaboración con su esposo Gert Cónitzer
- Nadir (1950)
- Antología Poética Lírica Hispana
- Del Mar y la Ceniza (1957)
- El Cántaro del Angelito
- Poemas para niños
- Alegatos
- Convocatorias
- Escrito

### En Prosa
- Naufragio (1936)
- Bajo el Oscuro Sol (1971)
- Calendario Folklórico del Departamento de La Paz
- 52 Artículos de Historia del Arte para Niños
- Poesía de Bolivia - Antología (Editorial Universitaria de Buenos Aires)
- Antología de la Poesía Boliviana (1977) (Colección Enciclopedia Boliviana, Editorial “Los Amigos del Libro”)

## Premios y distinciones
- Segundo de Escultura en el Salón de Artes Plásticas
- "Gesta Bárbara" la proclamó "Yolanda de Bolivia" y la Sociedad Argentina de Escritores, "Yolanda de América"
- Premio Nacional de Poesía
- Premio Nacional de Novela "Erich Guttentag"
- Comendador de la Gran Orden Bolivariana de Educación
- Mantenedora de los Juegos Florales de Cochabamba
- Honor Cívico "Pedro Domingo Murillo"
- Honor al Mérito
- Premio Nacional del Ministerio de Cultura
- Escudo de Armas de la Ciudad de La Paz por servicios distinguidos
- Kantuta de Oro de la Prefectura del Departamento de La Paz
- Mujer distinguida (Ateneo Femenino de Bolivia)
- Caballero de la Orden de las Artes y las Letras de Francia
- Medalla "Jerusalem" de Israel
- Plaqueta de la Unión Femenina de Potosí
- Medalla a la Cultura Premio de la Fundación Manuel Vicente Ballivián
- "Libro de Oro" de la Asociación Boliviana de Clubes del Libro
- "Libro de Oro" del club del Libro “Yolanda Bedregal” de Santa Cruz de la Sierra
- "Dama de América" por el Consejo Nacional de Derechos de la Mujer A.C. México
- Orden Gabriela Mistral por el gobierno de Chile
- Condecoración Banderas de Oro del H. Senado Nacional